# 汪愚
汪愚（1926年—），男，江苏灌云人，中华人民共和国政治人物，曾任宁夏回族自治区人大常委会副主任，九三学社中央委员会常务委员，第七、九届全国政协委员，第八届全国人大代表、常委会委员。